# Fabbriche di Vergemoli
Fabbriche di Vergemoli é uma comuna italiana situada na Toscana, província de Lucca, instituída em 1º de janeiro de 2014 a partir da fusão das comunas de Fabbriche di Vallico e Vergemoli.
Suas frações municipais são: Calomini, Campolemisi, Fabbriche di Vallico, Fornovolasco, Gragliana, San Pellegrinetto, Vallico Sopra, Vallico Sotto, Vergemoli.

## Demografia
| Variação demográfica do município entre 1861 e 2011                               |
|                                                                                   |
| Fonte: Istituto Nazionale di Statistica (ISTAT) - Elaboração gráfica da Wikipedia |